# Hongkongia caeca
Hongkongia caeca är en spindelart som beskrevs av Christa L. Deeleman-Reinhold 200. Hongkongia caeca ingår i släktet Hongkongia och familjen plattbuksspindlar. Inga underarter finns listade i Catalogue of Life.